# سجاد حسین (بازیکن فوتبال، زاده ۱۹۹۵)
سجاد حسین (بنگالی: সাজ্জাদ হোসেন؛ زادهٔ ۱۸ ژانویهٔ ۱۹۹۵) بازیکن فوتبال اهل بنگلادش است.
وی همچنین در تیم ملی فوتبال بنگلادش بازی کرده است.